# 翔宇路南駅
翔宇路南駅（しょううろなんえき）は、中華人民共和国江蘇省南京市南京市江寧区禄口街道にある、南京地下鉄の駅である。南京地下鉄S1号線とS9号線が乗り入れ、両路線の接続駅となっている。

## 歴史
- 2014年7月1日S1号線の駅として開業。
- 2017年12月30日S9号線の駅として開業。